# Ferrocarril Turístico Minero
El ferrocarril turístico minero es un tren turístico español que circula por el trazado del histórico ferrocarril de Riotinto, en la provincia de Huelva, comunidad autónoma de Andalucía. Los primeros servicios ferroviarios se pusieron en marcha en 1994 por parte de la Fundación Río Tinto, contando para ello con material móvil de carácter histórico. El ferrocarril turístico forma parte del Parque Minero de Riotinto, constituyendo uno de sus elementos más atractivos. 
El recorrido que realiza el tren turístico es de 22 kilómetros, contando los trayectos de ida y vuelta.

## Historia
En 1984 fue clausurado al tráfico el ferrocarril minero de Riotinto, tras más de un siglo de servicio, quedando abandonadas las infraestructuras. A finales de la década de 1980 se empezó a plantear la posibilidad de su recuperación con fines turísticos, dentro del plan de rehabilitación de la antigua cuenca minera. Los servicios fueron puestos en marcha en noviembre de 1994 por la Fundación Río Tinto, tras haber rehabilitado parcialmente el antiguo trazado ferroviario. En un principio el tren realizaba un corto trayecto entre Talleres Mina y Zarandas-Naya, si bien a partir de 1997 se extendería hasta la estación de Los Frailes. Aunque originalmente se llegaron a hacer planes para extender el trayecto hasta El Manzano o Manantiales, ello no se ha llegado a materializar.
Desde la inauguración del ferrocarril turístico este se ha convertido en uno de los principales atractivos del Parque Minero de Riotinto, siendo muy popular entre los visitantes de la histórica cuenca minera. Durante el año 2006 el tren turístico llegó a transportar a 66.843 visitantes. Debido a este éxito, con el tiempo se han ido amplificando los servicios, surgiendo también iniciativas como el «Tren de la Luna» ―que circula durante algunas noches de verano―.

## Características
Existen dos modalidades del tren turístico: mediante tracción diésel y mediante tracción vapor. En el primer caso el recorrido transita entre las estaciones de Talleres Mina y Los Frailes, con una longitud de 22 kilómetros —ida y vuelta—. En el segundo, mediante tracción vapor, hace el recorrido Talleres Mina-Zarandas y solo circula durante algunos momentos concretos del año. El tren turístico cuenta con coches de pasajeros que son reproducciones de originales en base a planos del siglo XIX. El Parque Minero de Riotinto cuenta en la actualidad con las dos locomotoras de vapor más antiguas de España que todavía se encuentran en funcionamiento. Se trata de las locomotoras n.º 14 y n.º 51, construidas en 1875 y 1890, respectivamente.

## Galería

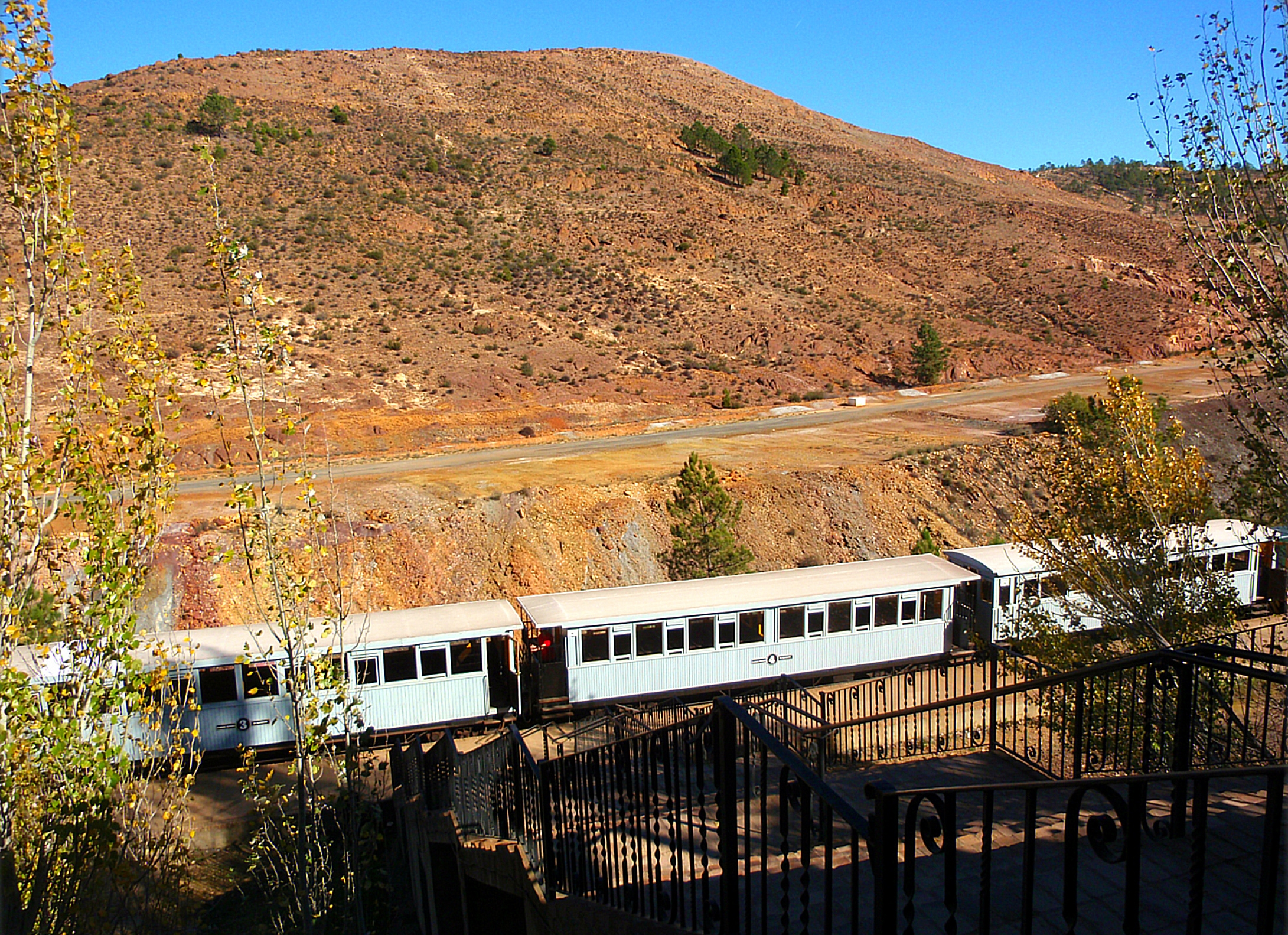
El tren turístico en Talleres Mina, en 2016.
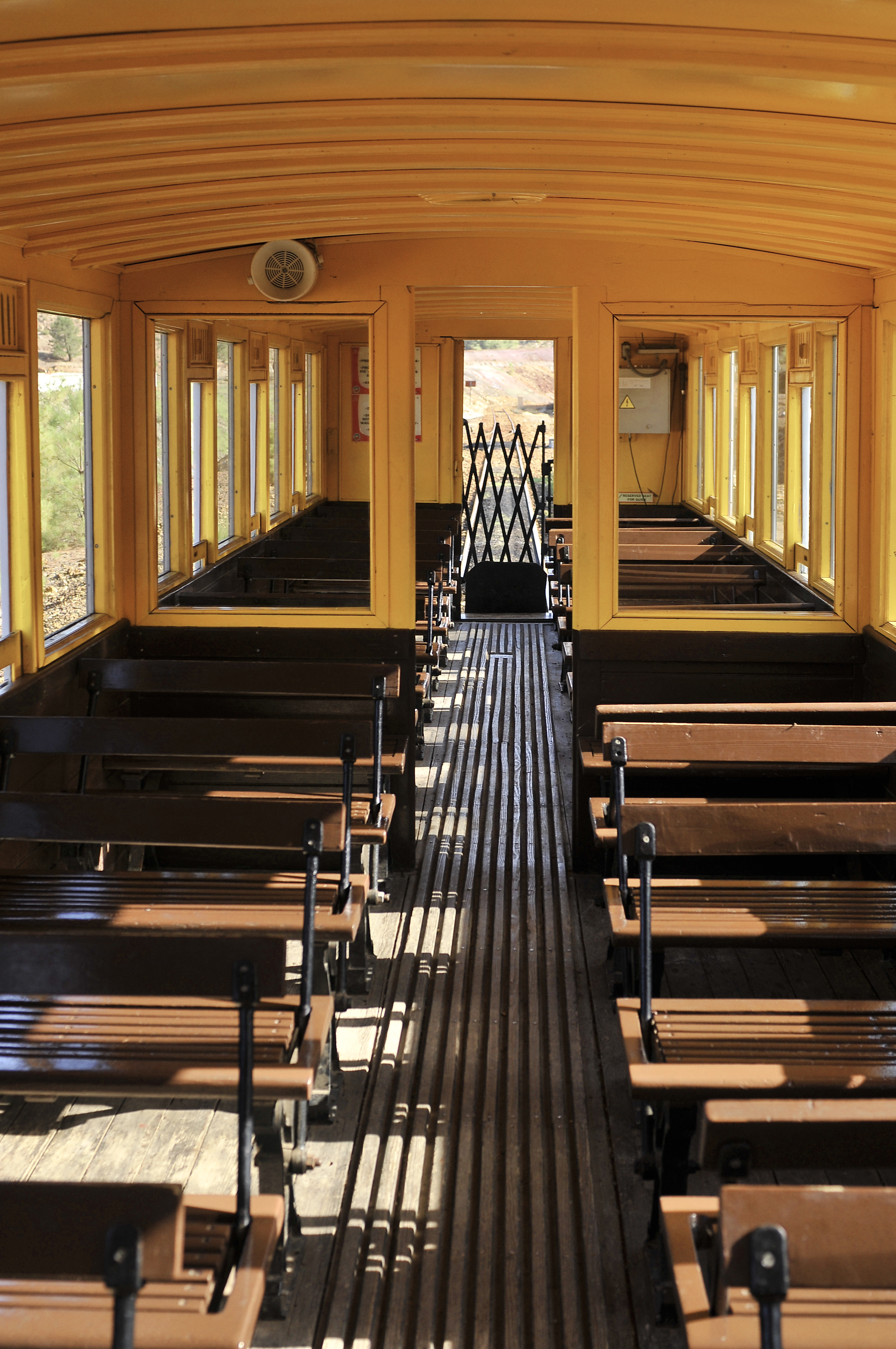
Vista del interior de uno de los vagones (2014).
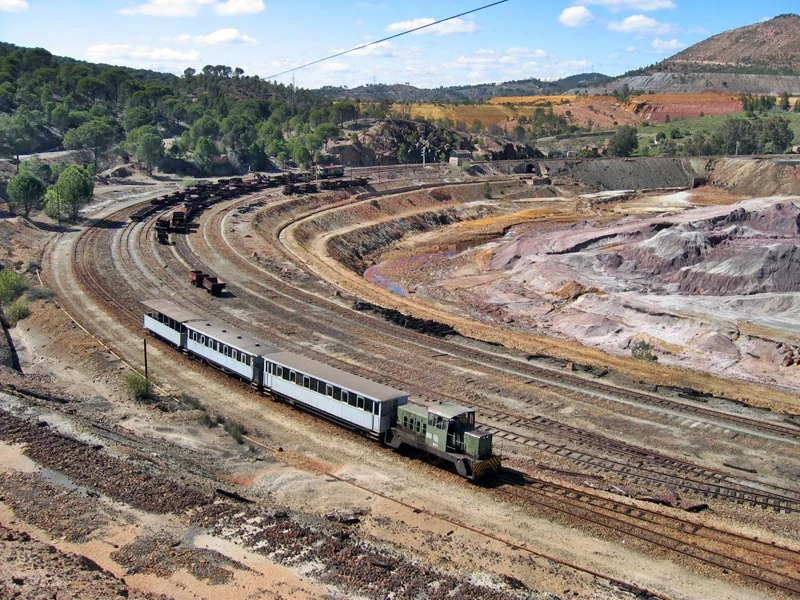
El tren turístico a su paso por la estación de Zarandas-Naya (2007).
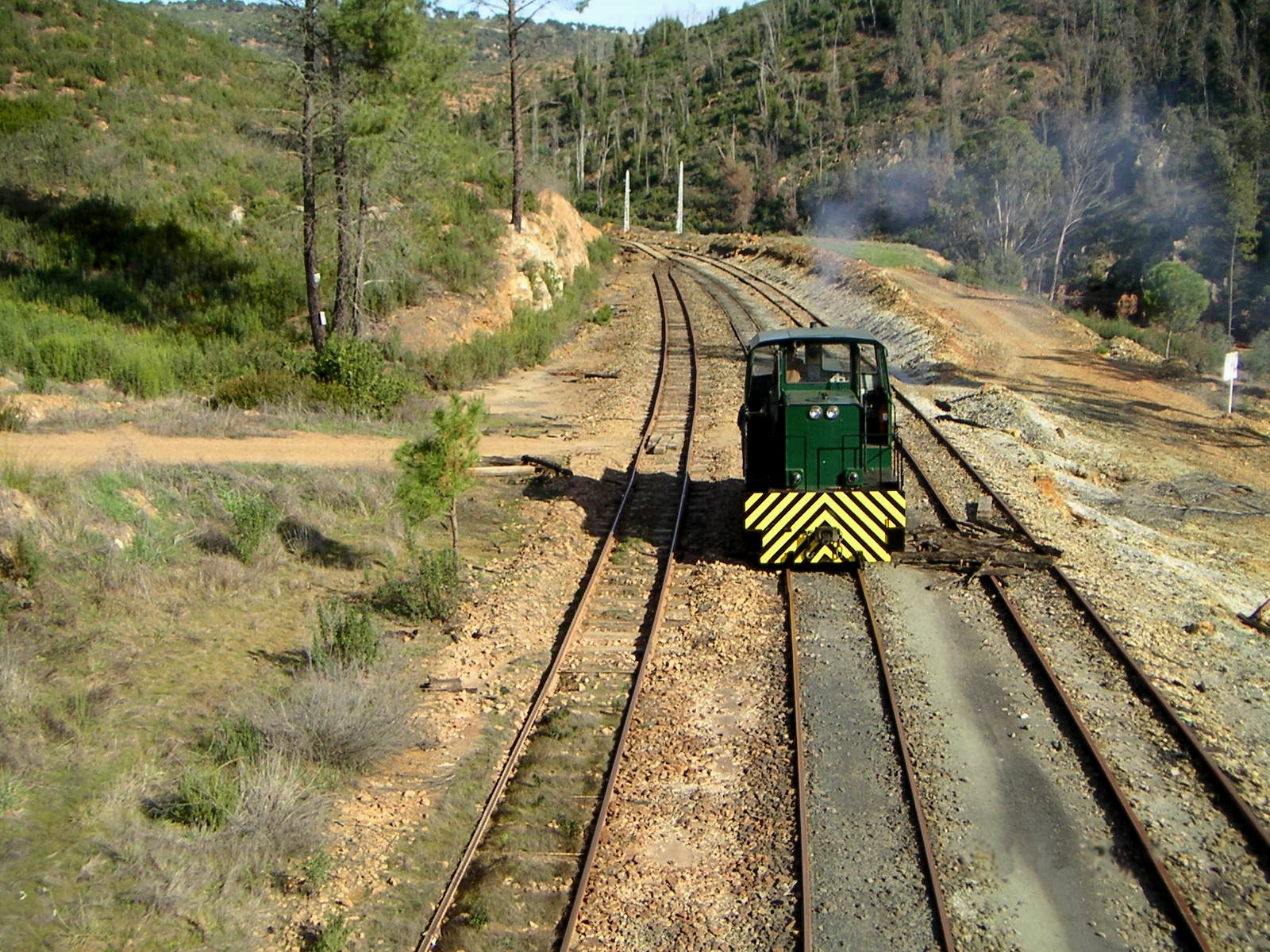
Locomotora diésel del tren turístico, 2007.